# Inertia
Inertia est un groupe britannique de musiques électronique et industrielle, originaire de Londres, en Angleterre. Le groupe est formé en 1992 autour du chanteur et claviériste Reza Udhin. 

## Histoire
Le groupe est formé en 1992 autour de Reza Udhin, ancien membre des groupes Black Metal Jesus et Mutagenic. Gary Numan les décrit comme « le meilleur et le plus agressif des groupes londoniens ». La formation se stabilise en 1994 sous la forme d'un trio comprenant Reza Udhin (claviers, chant), Eddie Tempest (claviers) et Mark Barrett (guitare). L'année suivante sort leur premier album studio, intitulé Infiltrator et publié par le label allemand Celtic Circle Productions. 
Ils reviennent en avril 1996 pour jouer au festival Wave-Gotik-Treffen à Leipzig, en Allemagne, qui s'avère à nouveau positif. Inertia retourne en studio en février 1996 pour commencer à travailler sur les nouveaux albums tant attendus. Le résultat, Programmed to Respond (album) et la mini-cassette Mind Energy. Ces enregistrements sont réalisés en Allemagne et dans divers studios londoniens, dont le studio Ranch Apocalypse de Raymond « Pig » Watts. Mind Energy sort en décembre 1996 et PTR en février 1997. Ces albums connaissent un grand succès en Europe et aux États-Unis, à tel point que le groupe fait une mini-tournée américaine en janvier 1997, puis retourne aux États-Unis en mai 1997, avec le groupe allemand Das Ich.
En 2000, Reza Udhin et le batteur Alexys B fondent le label Cryonica Music. En mai 2007, Inertia sort leur très acclamé album Inertia. En 2017, ils fêtent leur 25e anniversaire avec l'album Dream Machine.
En 2021, le groupe entame le Strange Daze Tour jouant notamment avec The Frixion, puis sort la compilation Decade of Machines.

## Membres
Les membres d'Inertia sont, en mai 2020 :
- Reza Udhin : chant
- Ollie Cater
- Andrew Lowlife
- Blue Jigsaw

## Discographie

### Albums studio
- 1997 : Programmed to Respond (Khazad-Dûm)
- 1999 : Demagnetized/Remagnetized (Nightbreed Recordings)
- 1999 : Negative Prime (Nightbreed Recordings)
- 2000 : Positive Angel (Nightbreed Recordings)
- 2002 : Advanced Revelation (Cryonica Music)
- 2004 : Black Ice Impact (Cryonica Music)
- 2007 : Inertia (Cryonica Music)
- 2009 : Interpret (Deathwatch Asia)
- 2010 : Deworlded (Cryonica Music)
- 2010 : Kloned (Cryonica Music)

### EP
- 1995 : Infiltrator (Celtic Circle Productions)

### Singles
- 1996 : Mind Energy (Khazad-Dûm)
- 2001 : No Defect (Cryonica Music)
- 2010 : Johnny, Remember Me (avec Mechanical Cabaret, Cryonica Music)
- 2010 : Repeat and Follow (Cryonica Music)

### Compilation
- 2005 : Decade of Machines 1994 - 2004 (Cryonica Music / Cleopatra Records)